# U.S. Highway 16

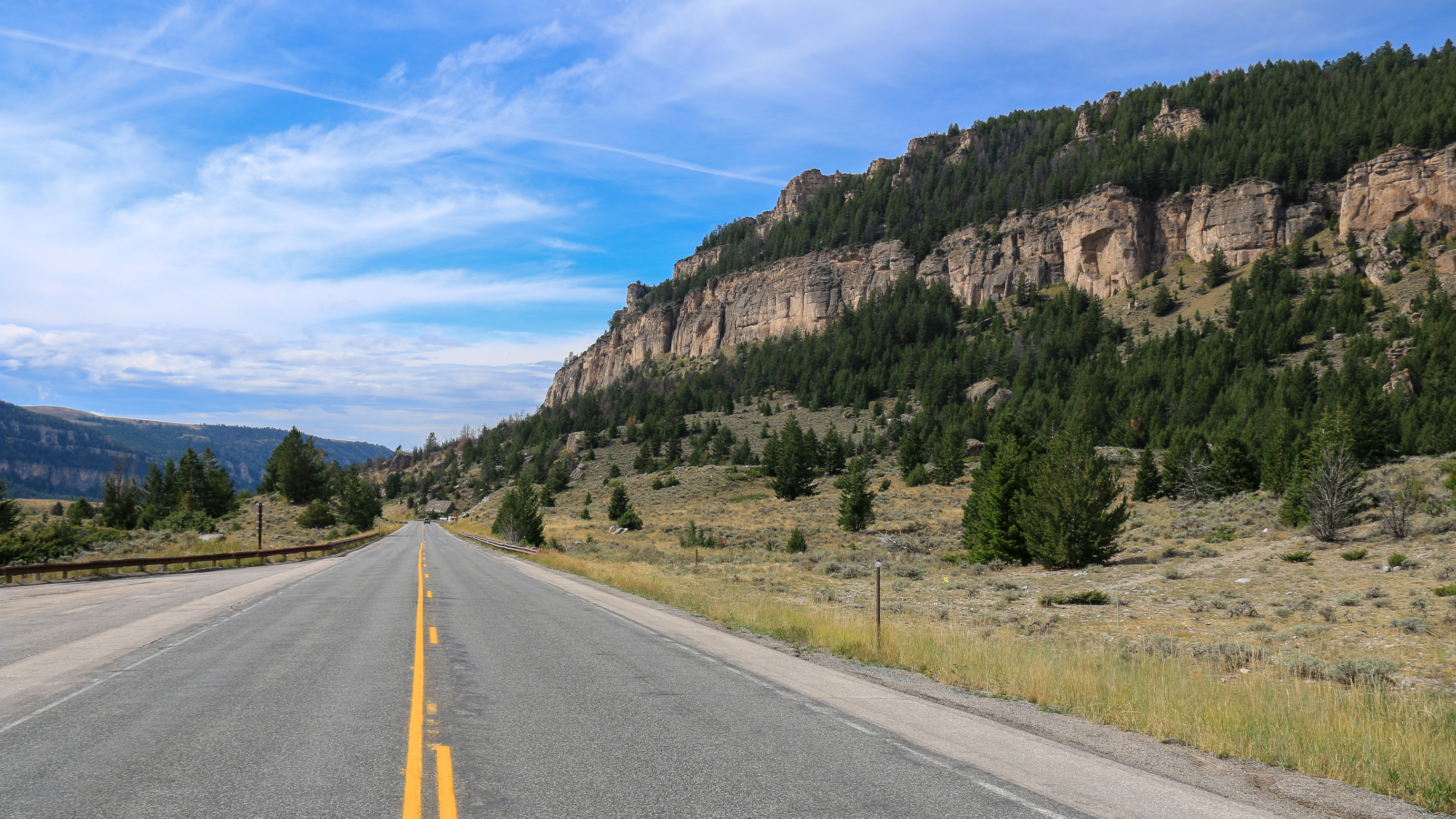
US 16 im Ten Sleep Canyon, Wyoming

Der U.S. Highway 16 (kurz US 16) ist ein United States Highway im Zentrum der Vereinigten Staaten. Der Highway verläuft in Ost-West-Richtung durch die Bundesstaaten South Dakota und Wyoming auf einer Strecke von 869 km.

## Geschichte
Der Highway wurde 1926 mit der Einführung eines einheitlichen Nummernsystems für Fernstraßen als U.S. Highway 16 begründet. Er begann damals im Osten in Detroit in Michigan und endete im Westen in Worland, Wyoming. Zu dieser Zeit war er 1524,8 Meilen (2453,9 km) lang und umfasste zusätzlich eine Fährverbindung über den Michigansee. 1961 wurde das Ostende auf Milwaukee in Wisconsin festgelegt und die Gesamtlänge des Highways somit verringert. Bereits 1963 wurde das Ostende etwas nach Westen nach Waukesha westlich von Milwaukee verlegt und 1965 wurde der Highway nach Westen bis zum Yellowstone-Nationalpark verlängert. Ab 1978 wurde die Straße im Osten schrittweise verkürzt und endet seit 1980 bereits in Rapid City in South Dakota.
Der ehemalige bis 1961 bestehende Abschnitt in Michigan stimmt in etwa mit dem Verlauf der heutigen Interstate 96 überein und der bis 1978/1980 bestehend Abschnitt in den Großraum Milwaukee entspricht ungefähr dem Verlauf der heutigen Interstate 90.

## Verlauf

### South Dakota

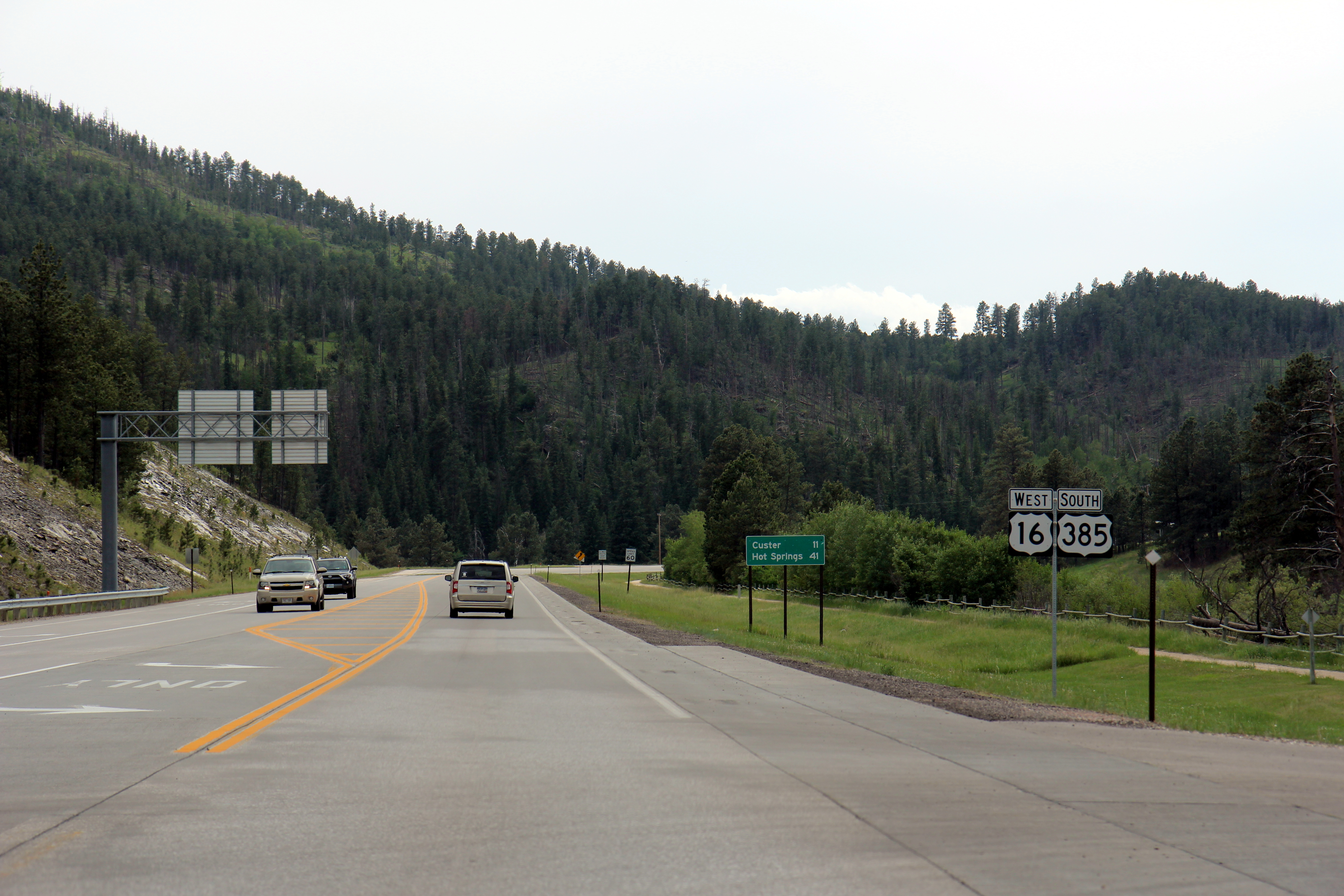
In der Nähe von Custer, South Dakota

Das östliche Ende der Straße befindet sich im Norden der Stadt Rapid City im Bundesstaat South Dakota an einem Kreuz mit der Interstate 90. Von dort aus verläuft der U.S. Highway mehrspurig ausgebaut nach Süden durch das Stadtzentrum, wo er für einige Kilometer zusätzlich als Interstate 190 ausgeschildert ist. Nach Verlassen der Stadt schwenkt er nach Südwesten in Richtung des Black Hills National Forest, wo sich die Hauptstrecke und der U.S. Highway 16A aufteilen. Der U.S. Highway 16A nimmt fortan einen Umweg nach Süden und anschließend nach Westen, um nach knapp 60 km in der Stadt Custer wieder auf die Hauptstrecke zu stoßen. Die Hauptstrecke verläuft hingegen von der Abzweigung des US 16A zunächst nach Westen und dann ab der Kreuzung mit dem U.S. Highway 395 zusammen mit diesem nach Süden. Ab Custer trennt sich der U.S. Highway 16 von der US 395 und nimmt Kurs nach Westen in Richtung Grenze zu Wyoming.

### Wyoming

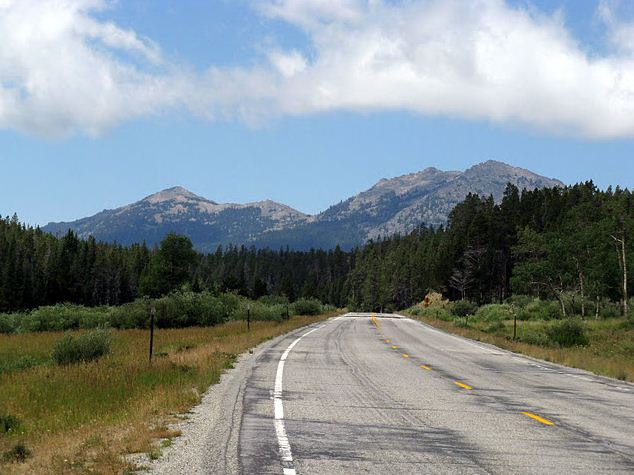
In den Bighorn Mountains, Wyoming

Etwa ab der Bundesstaatengrenze zwischen Wyoming und South Dakota verlässt der Highway die hügeligen Black Hills und geht in die Ebenen der Great Plains über, wo er zunächst eine nordwestliche Richtung einschlägt. In Newcastle kreuzt er den U.S. Highway 85 und führt für die folgenden 75 km bis nach Moorcroft durch nur dünn besiedelte Prärie. In Moorcroft nimmt der Highway den U.S. Highway 14 auf und trifft nach etwa einer Meile wieder auf die Interstate 90. Auf deren Trasse verläuft er nach Westen und trennt sich bei Gillette zusammen mit dem Highway 14 wieder von der Interstate. US 16 und US 14, die weiterhin auf der gleichen Straße verlaufen, machen anschließend einen großen Schlenker nach Norden, überqueren den Powder River und durchkreuzen Clearmont, die einzige Ortschaft auf diesem Streckenabschnitt. Südwestlich von Clearmont trennt sich der U.S. Highway von der US 14 und führt entlang des Clear Creek nach Buffalo. Kurz vor Buffalo kreuzt er erneut die Interstate 90 und kurz darauf die Interstate 25. Von Buffalo aus führt der Highway weiter nach Westen durch den Bighorn National Forest und die südlichen Bighorn Mountains. In Worland trifft er auf die US 20 und verläuft mit dieser zusammen nach Norden entlang des Bighorn River, wo in Greybull zusätzlich erneut die US 14 aufgenommen wird. Ab dort laufen alle drei Highways zusammen nach Westen, durch Cody und entlang des Shoshone Rivers sowie dessen North Fork zum Osteingang des Yellowstone-Nationalparks.